# Aillon-le-Vieux
Aillon-le-Vieux è un comune francese di 178 abitanti situato nel dipartimento della Savoia della regione dell'Alvernia-Rodano-Alpi.

## Società

### Evoluzione demografica
Abitanti censiti